# Grabów nad Prosną (stad)
Grabów nad Prosną is een stad in het Poolse woiwodschap Groot-Polen, gelegen in de powiat Ostrzeszowski. De oppervlakte bedraagt 2,58 km², het inwonertal 1965 (2005).